# Sean Cody
Sean Cody ist ein US-amerikanisches Unternehmen mit Firmensitz in San Diego, Kalifornien. Es wurde im Herbst 2001 gegründet und spezialisiert sich auf homosexuelle Pornografie. Die Distribution der Pornos verläuft ausschließlich digital.
Von 2003 bis 2015 wurde die Marke von Cody Media Inc geführt, bis sie an das Medien- und IT-Unternehmen Mindgeek verkauft wurde.

## Das Unternehmen
Im Juni 2010 berichtete der ehemalige Darsteller Devon Hunter (als Darsteller bekannt unter dem Pseudonym Ryan) über die Erfahrung bezüglich des Unternehmens, die er zu Drehzeiten erlebte. Nach seiner Meinung kritisiert er das Gay-for-Pay-Konzept, vor allem aber erwähnenswert ist die Kritik, dass er Homophobie am Set erlebt habe. Aber anscheinend löste eher das „Gay-for-Pay-Konzept“ in homosexuellen Pornos eine Debatte in den Kreisen von homosexuellen Männern aus. Nach seiner Kritik veröffentlichte Sean Cody daraufhin persönliche Daten von Hunter, womit das Unternehmen unter starke Kritik geriet und den Beitrag mit den Daten löschte.
Cody Media Inc erhob im Januar 2012 Anklage auf das illegale Filesharing von 122 Verbreitern beim ersten Barebacking-Video des Unternehmens mit dem Titel „Brandon & Pierce Unwrapped“, das im Dezember 2011 veröffentlicht wurde. Dies war die erste Anklage von Cody Media Inc beziehungsweise Sean Cody, womit das Unternehmen seither als aggressiv in seiner Politik gegen Filesharing vorgehend beschrieben wird.
Mit dem Verkauf an Mindgeek wurde die zukünftige Qualität der Videos in Frage gestellt, da Mindgeek unter anderem die Konkurrenz Men.com unterhält. Mindgeek geriet immer wieder unter Kritik, da es monopolistisches Verhalten auf dem Markt der pornografischen Sexindustrie aufweist und profitschwache Marken aufgibt. Dies liegt wohl auch daran, dass das Unternehmen in erfolgreiche Marken nicht strategisch investiert und diese damit nicht den Marktveränderungen  anpasst. Nach Google Trends nahm Sean Cody im Jahr 2015 den Kurs Richtung Höhepunkt im Fokus der interessierten Öffentlichkeit an, sinkt jedoch stetig seit 2016. 2015 kam zwar ein Übernahmeeffekt über konzeptionelle Umstrukturierungen zustande, die fehlende Investition wirkt sich aber negativ auf das strategische Ergebnis der öffentlichen Interesse aus.

## Darsteller
Sean Cody legt den Fokus auf überwiegend junge und muskulöse Männer, die in Solo- sowie Hardcore-Szenen agieren. Hierbei hat das Unternehmen auch eine strikte Regelung, bei der Männer einen Vertrag unterschreiben, vorher keine aktiv pornografischen Erfahrungen gemacht zu haben, und nimmt die Darsteller damit exklusiv unter Vertrag.
Einige der Darsteller wurden später mehr oder weniger Prominente in der Öffentlichkeit, so arbeitete das Unterwäschemodel Simon Dexter vor seiner Karriere für Sean Cody. Auch Aaron Savvy, ein Fitnessmodel und MMA-Sportler, der auch in der Wettkampfshow Hole in the Wall in den Vereinigten Staaten auftrat. Dakota Cochrane, ebenfalls MMA-Sportler, der in der 15. Staffel von Ultimate Fighting Championship auf FX Network auftrat, war Darsteller unter dem Pseudonym Danny im Jahr 2007. Laut seiner Aussage bereut er die Entscheidung, die Videos gedreht zu haben. Dayton O’Connor, Colby Keller, Paul Wagner und Brady Jensen wurden professionelle Pornodarsteller. Ein ehemaliger Darsteller Sean (amtlicher Vorname Ben) trat auf der Dokumentationsserie True Life von MTV im Dezember 2015 in der Episode I Am a Gay-for-Pay Porn Star auf, wo er über seine Familie und Karriere in der homosexuellen Sexindustrie berichtete. Auch der Darsteller Forrest (amtlich Anthony) trat in dieser Episode auf.
Bekannt ist Sean Cody mittlerweile auch vor allem für die Schattenseiten der Darsteller, wovon einige als Mörder verhaftet wurden. Jason Andrews, der als Addison im Jahr 2008 bei Sean Cody wirkte, war der erste Fall. Er wurde 2010 für Mord ersten Grades verhaftet. Besonders ist zu erwähnen, dass er unter den Sean-Cody-Zuschauern seiner Zeit beliebt gewesen sein soll und von April bis Juli 2008 sieben Videos für Sean Cody drehte. Andrews plädierte auf Mord ersten Grades und wurde lebenslänglich ohne die Chance auf Bewährung verurteilt. Des Weiteren wurde im März 2015 Teofil Brank, populär in der pornografischen Sexindustrie als Jarec Wentworth, wegen Erpressung am Vorstandsmitglied von MagicJack, Donald Burns, der außerdem prominenter Politiker der republikanischen Partei in den Vereinigten Staaten ist, angeklagt. Anschließend wurde Brank im Juli 2015 für schuldig erklärt und im Oktober 2015 für sechs Jahre Haft verurteilt.